# Anemone
Anemone (L., 1753), o Euanemona, è un genere di piante appartenente alla famiglia delle Ranunculaceae, comprendente una settantina di specie di cui alcune spontanee dell'Europa mentre altre provenienti dal Sudafrica o dal Sud America.

## Etimologia
Il nome del genere, attribuito da Teofrasto, significa fiore del vento per le fragili corolle variamente colorate.

## Descrizione
Sono piante erbacee, perenni, alte dai 15 cm ad oltre 1 m. Portano foglie sparse e talvolta (come in Anemone nemorosa) brattee molto divise al di sotto dei fiori.
I fiori sono costituiti da un perigonio formato da numerosi tepali colorati (bianco, roseo, giallo, azzurro, rosso). L'ovario è formato da molti carpelli con disposizione a spirale; hanno un elevato numero di stami e il frutto è un achenio. 
Portano radici più o meno ingrossate e in alcune specie rizomatose, come nell'Anemone coronaria.

## Tassonomia

### Specie
All'interno del genere Anemone sono attualmente incluse 64 specie. La maggior parte delle specie proviene dall'Eurasia, mentre altre provengono dal Africa o dalle Americhe.

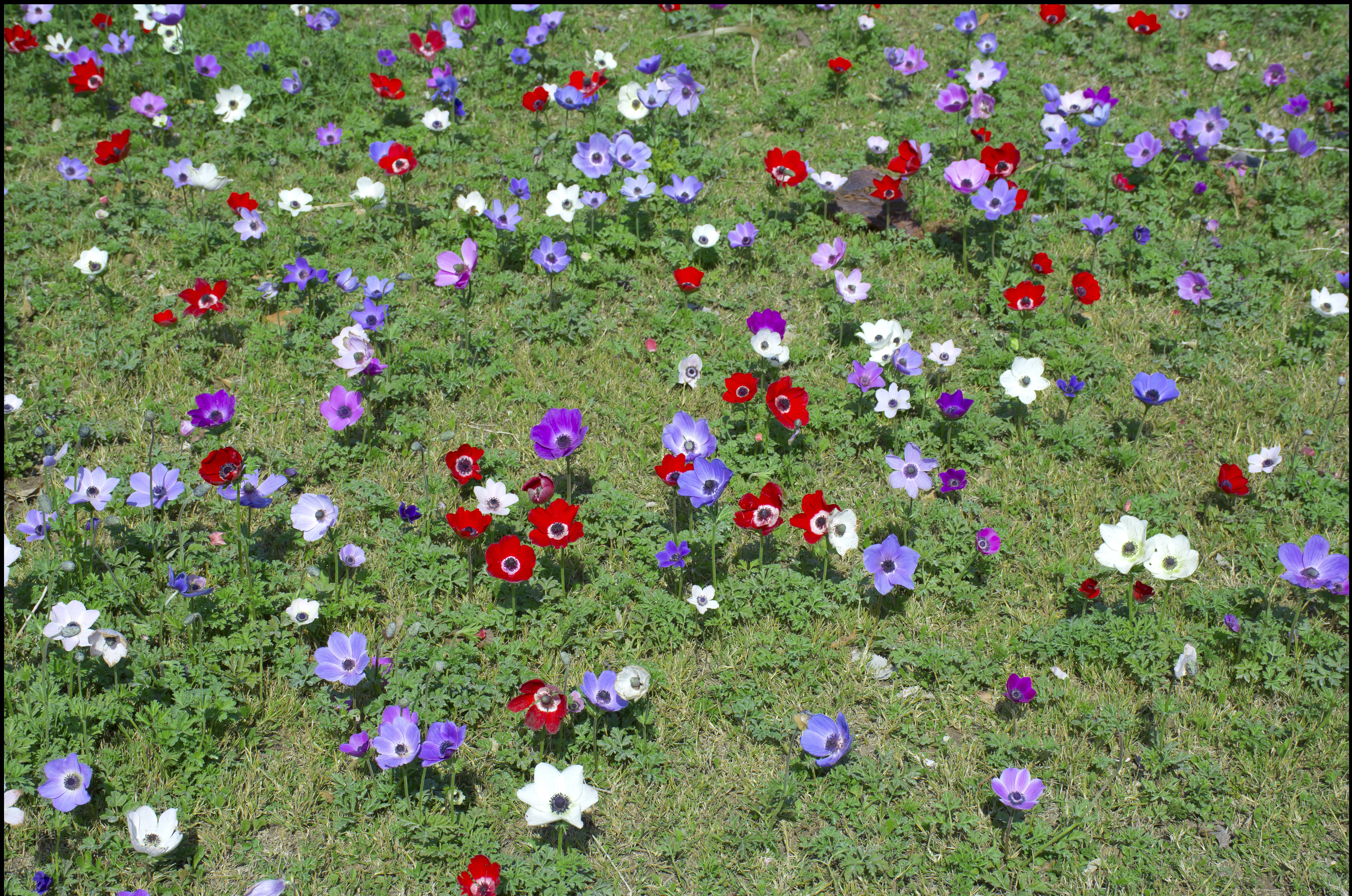
Esemplari di A. coronaria in fiore.

#### Elenco delle specie diAnemone
- Anemone afghanica Podlech
- Anemone alaschanica (Schipcz.) Borodina
- Anemone angustiloba H.Eichler
- Anemone baissunensis Juz. ex M.M.Sharipova
- Anemone banketovii Rukšāns
- Anemone begoniifolia H.Lév. & Vaniot
- Anemone berlandieri Pritz.
- Anemone biflora DC.
- Anemone brachystema W.T.Wang
- Anemone × brecklei Rech.f.
- Anemone brevistyla C.C.Chang ex W.T.Wang
- Anemone bucharica (Regel) Finet & Gagnep.
- Anemone caroliniana Walter
- Anemone cathayensis Kitag. ex Tamura
- Anemone coronaria L.
- Anemone cylindrica A.Gray
- Anemone decapetala Ard.
- Anemone drummondii S.Watson
- Anemone edwardsiana Tharp
- Anemone filisecta C.Y.Wu & W.T.Wang
- Anemone flexuosissima Rech.f.
- Anemone fulingensis W.T.Wang & Z.Y.Liu
- Anemone fuscopurpurea H.Hara
- Anemone glazioviana Urb.
- Anemone × gokayamensis M.Sugim., Tak.Sato & Naruh.
- Anemone hemsleyi Britton
- Anemone hokouensis C.Y.Wu ex W.T.Wang
- Anemone hortensis L.
- Anemone howellii Jeffrey & W.W.Sm.
- Anemone imperialis Kadota
- Anemone koraiensis Nakai
- Anemone × korzchinskyi E.G.Camus
- Anemone lacerata (Y.L.Xu) Luferov
- Anemone laceratoincisa W.T.Wang
- Anemone liangshanica W.T.Wang
- Anemone lithophila Rydb.
- Anemone lutienensis W.T.Wang
- Anemone milinensis W.T.Wang
- Anemone motuoensis W.T.Wang
- Anemone multifida Poir.
- Anemone nutantiflora W.T.Wang & L.Q.Li
- Anemone ochotensis (Fisch. ex Pritz.) Fisch.
- Anemone okennonii Keener & B.E.Dutton
- Anemone orthocarpa Hand.-Mazz.
- Anemone palmata L.
- Anemone parviflora Michx.
- Anemone pavoniana Boiss.
- Anemone pendulisepala Y.N.Lee
- Anemone petiolulosa Juz.
- Anemone poilanei Gagnep.
- Anemone raui Goel & U.C.Bhattach.
- Anemone robusta W.T.Wang
- Anemone robustostylosa R.H.Miao
- Anemone scabriuscula W.T.Wang
- Anemone seravschanica Kom.
- Anemone somaliensis Hepper
- Anemone sumatrana de Vriese
- Anemone taipaiensis W.T.Wang
- Anemone tamarae Kharkev.
- Anemone thomsonii Oliv.
- Anemone tibetica W.T.Wang
- Anemone triternata Vahl
- Anemone truncata (H.F.Comber) Luferov
- Anemone tschernaewii Regel
- Anemone tuberosa Rydb.
- Anemone virginiana L.
- Anemone xingyiensis Q.Yuan & Q.E.Yang

#### Specie in Italia

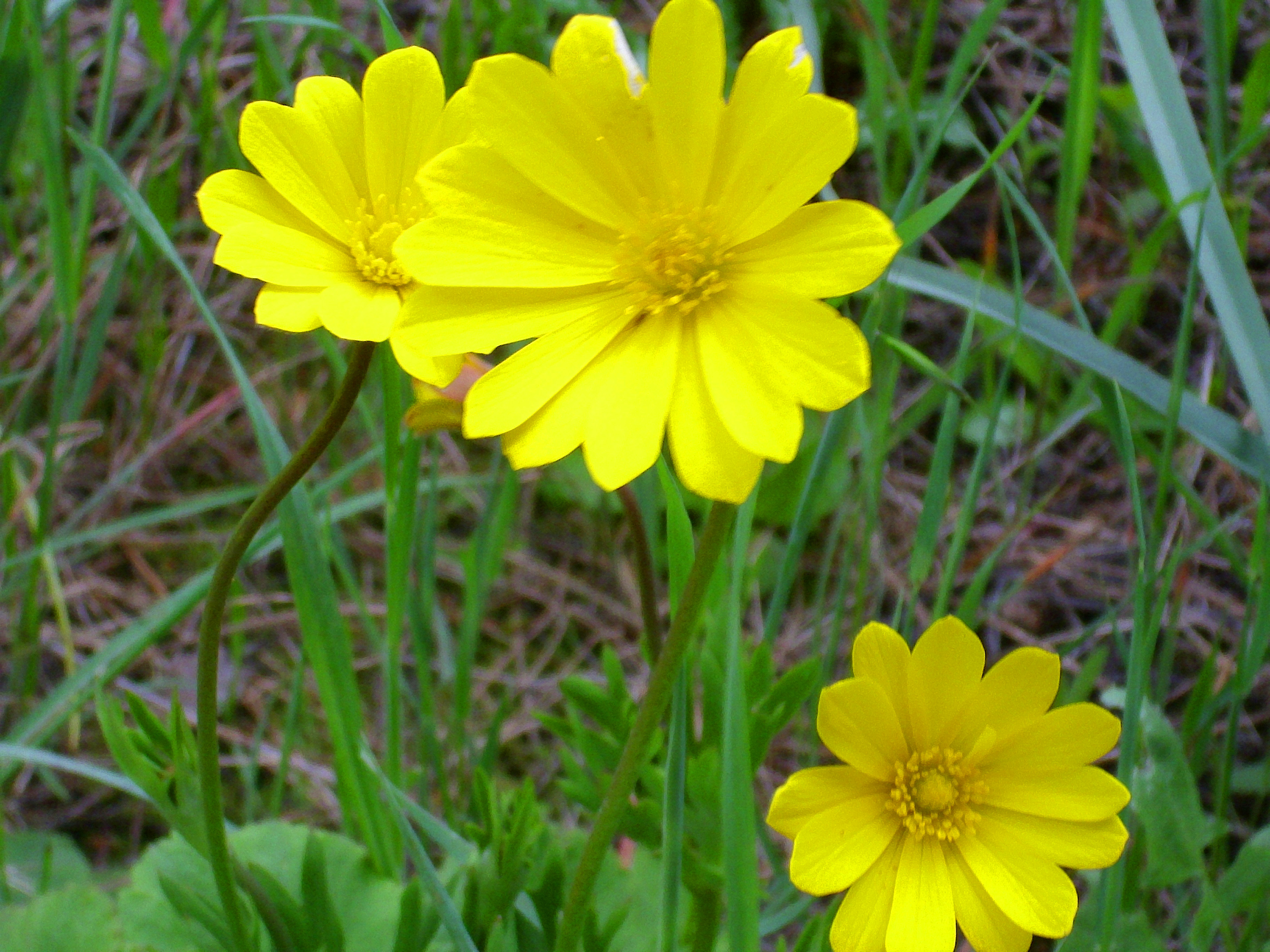
Fiori di A. palmata.

Nel territorio italiano sono presenti tre specie di Anemone:
- Anemone coronaria L.
- Anemone hortensis L.
- Anemone palmata L.

### Relazioni
Nel genere Anemone fino a pochi anni fa si distinguevano tre sezioni (o sottogeneri) oggi considerate generi a sé stanti:
- Euanemona (anemoni in senso stretto, il genere della presente voce);
- Pulsatilla;
- Hepatica;

la partizione essendo effettuata in base ai caratteri degli stami e degli acheni.

## Coltivazione
Richiedono esposizione ombreggiata, suolo leggero, acido o neutro, fresco.
Si moltiplica facilmente in primavera per divisione dei cespi, o per talea  di radici, per le specie rizomatose si utilizzano i piccoli rizomi tolti dal terreno durante il periodo di riposo estivo, e che dopo un periodo di riposo vengono piantati in autunno, eventualmente ricoprendo il terreno d'inverno con una pacciamatura di foglie, per fioriture all'aperto dalla fine dell'inverno (febbraio nelle regioni più calde) fino a maggio, o preferibilmente con la semina con fioriture dopo 1-2 anni, per ottenere piante più robuste e fiorifere, o per ricercare nuove varietà.

## Usi
- Gli anemoni sono debolmente velenosi, anche per il bestiame, a causa della presenza di protoanemonina, sostanza irritante per le mucose e per la pelle. La protoanemonina si trasforma in anemonina, innocua, con l'essiccamento.
- Come pianta ornamentale a fioritura precoce per decorare i giardini con bordi fioriti.
- Le specie rizomatose vengono coltivate industrialmente anche per la produzione del fiore reciso.

Tra le specie rizomatose coltivate anche per la produzione del fiore reciso, citiamo le numerose varietà dell'Anemone coronaria, pianta molto rustica, che resiste bene al freddo, con abbondante produzione di fiori semplici o doppi, di colore bianco, rosso, blu e violaceo, con foglie elegantemente frastagliate; e l'Anemone fulgens dai fiori colorati di rosso-vivo.
Inoltre alcune specie di anemoni sono usate in erboristeria e in omeopatia. Nella medicina omeopatica gli anemoni vengono indicati nel caso di depressione, nella cistite, nei disturbi gastrici, nell'otite e nei disturbi del sonno.

## Mitologia
Narra una leggenda che Anemone fosse una ninfa della corte di Flora. Un giorno Zeffiro e Borea s'innamorarono di lei, ma Flora indispettita decise di punirla tramutandola in fiore. La condanna peggiore fu che era destinato a schiudersi precocemente e subire i venti di tramontana Borea ancora freddi, che spargono nell'aria i suoi petali, così che all'arrivo del venticello primaverile Zeffiro il fiore fosse già avvizzito.

Un'altra leggenda narrata da Ovidio, dice che Adone ucciso da un cinghiale, veniva pianto da Venere che l'amava. Venere versò una sostanza magica sul sangue dell'amato da cui nacque un fiore, l'anemone.

Il suo legame coi venti è testimoniato anche dall'origine del nome ànemos, dal greco vento.
Gli egizi ponevano ciotole fiorite all'interno delle piramidi mentre gli etruschi lo coltivavano intorno alle tombe. Per Plinio il Vecchio il fiore aveva virtù magiche, e raccomandava di cogliere il primo fiorito nell'anno, chiuderlo in un sacchetto rosso di tela e di portarlo vicino al cuore per scongiurare malocchio e febbre.
Nella Iconologia, il Ripa cita l'anemone alla voce "Infermità", poiché secondo gli antichi significava infermità. Il fiore è purpureo e bello, ma poco dura perché il vento se lo porta via.